# Абаза, Александр Михайлович
Алекса́ндр Миха́йлович Абаза́ (1826 — 9 (21) мая 1889) — полтавский городской голова в 1872—1888 годах.

## Биография
Родился 30 декабря 1826 (11 января 1827) года. Происходил из дворян Херсонской губернии. Сын полковника Михаила Васильевича Абазы и жены его Елизаветы.
Образование получил в частных учебных заведениях. На военную службу поступил 25 августа 1843 года в Новгородский кирасирский полк в звании унтер-офицера. 23 июля 1845 года получил чин юнкера и был переведён в Ахтырский гусарский полк; 5 сентября того же года был произведён в корнеты, а 6 апреля 1846 года назначен адъютантом к командиру 5-го пехотного корпуса генералу от инфантерии Лидерсу.
Участвовал в Венгерской кампании 1848—1849 годов, за которую был награждён двумя орденами. 18 апреля 1849 года произведён в поручики, а 23 июля того же года, за отличия по службе, — в штабс-ротмистры. В 1852 году был произведён в ротмистры. Участвовал в Крымской войне, с 12 июля по 30 декабря 1854 года находился увольнении от службы по болезни, а по возвращении назначен был адъютантом к генералу Лидерсу, командовавшему Южной армией.
27 декабря 1856 года был уволен от службы, по домашним обстоятельствам, в чине ротмистра с правом ношения мундира. После смерти матери унаследовал 320 десятин земли и сто одну ревизскую душу при селе Елисаветине (Абазовке) Полтавского уезда, а также двухэтажный каменный дом в Одессе. Переехав в Полтаву, 2 октября 1865 года определением Полтавского Дворянского депутатского собрания был внесён во вторую часть Дворянской родословной книги вместе с сыном Владимиром и 20 октября того же года избран Полтавским уездным предводителем дворянства, в каковой должности пробыл одно трёхлетие.
В 1872—1888 годах избирался Полтавским городским головой. Кроме того, долгое время состоял выборным членом попечительного совета Мариинского женского училища, а также товарищем председателя Полтавского управления Общества попечения о раненых и больных воинах. В 1879 году дослужился до чина действительного статского советника. Главный редактор «Полтавских губернских ведомостей» Д. А. Иваненко в своей рукописи «Записки и воспоминания. 1888—1908 годы» писал:

Абазу я знал лет 30-35 тому назад, как любителя драматического искусства и великолепного исполнителя ролей Сквозника-Дмухановского и Фамусова, — в любительских спектаклях. Потом я его помню, уже по рассказам — о его колоссальном богатстве и ещё более колоссальных тратах на балы, вечера и разные увеселения; много рассказывали о его лукулловских обедах, какими Абаза угощал приезжавших в Полтаву начальствующих лиц высокого ранга — генерал-губернаторов, корпусных командиров и т. п. …

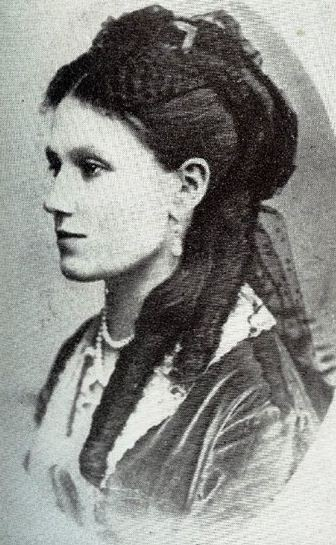
Александра Абаза, дочь

Угощал именитых гостей Абаза не столько как Полтавский городской голова, сколько как «помещик», богатый землевладелец и домовладелец, не забывающий дворянских традиций, среди которых одно из первых мест занимало гостеприимство и широкое хлебосольство. Вот эти-то «дворянские традиции», говорят, хлебосольство и гостеприимство, и повлекли за собой впоследствии ликвидацию как имений Абазы, так и превращение его дворца на Сенной площади в пристанище для «городской управы».
Скончался в 1889 году. Городская дума собрала 858 рублей частных пожертвований на учреждение стипендии имени А. М. Абазы в Полтавской Мариинской женской гимназии.
От брака с дочерью статского советника Еленой Алексеевной Золотарёвой имел сыновей Владимира (род. 1854) и Николая (1874—1908), а также дочерей: Веру, Елизавету, Екатерину, Марию и Александру (1854—1894; в первом браке Демидова, во втором Сумарокова-Эльстон; фаворитка великого князя Николая Константиновича). Вторым браком был женат на Елене Фёдоровне Дейтрих, от которой имел троих детей: сына Александра, дочерей Ольгу и Татьяну.

## Награды
- Орден Святой Анны 3-й ст. с бантом (1849).
- Орден Святого Владимира 4-й ст. с бантом (1849).
- Орден Святого Станислава 2-й ст. (1856).
- Орден Святой Анны 2-й ст. (1867).
- Орден Святого Владимира 3-й ст. (1876).
- Серебряная медаль «За усмирение Венгрии и Трансильвании».
- Бронзовая медаль «В память войны 1853—1856 гг.».

Иностранные:
- австрийский орден Железной Короны 3-й ст.